# Bewindvoering
Bewindvoering heeft verschillende betekenissen. Het valt onder een van de juridische maatregelen bewind die in verschillende bij de wet omschreven situaties kunnen worden ingesteld om goederen en vermogen te beschermen tegen onverstandig en ondeugdelijk beheer door de rechthebbende en/of om schuldeisers te beschermen. Het betekent ook in plaats van iemand anders een afdeling of gebied besturen. 

## Juridische maatregelen bewind

### Nederland
Er is in Nederland geen algemene regeling voor bewind, bewindvoering of bewindvoerder, wel bieden verschillende wetboeken de mogelijkheid voor een bepaalde situatie bewind in te stellen, met specifieke regels voor de bewindvoering. Er moet daarom steeds bij de betreffende regeling worden gekeken om te weten hoe het bewind kan worden ingesteld, wat de rechtsgevolgen zijn van een bepaalde bewindsvorm, welke bevoegdheden en verplichtingen de bewindvoerder heeft en welke normen en beginselen er voor de bewindvoering zijn. Bewindvoering duidt hier op de werkzaamheden van de uitvoerder van het ingestelde bewind, de voorgeschreven manier van werken is afhankelijk van de bewindsvorm. Hoofdregel voor de rechtsfiguur bewind is, dat niet een persoon, maar diens vermogen onder bewind wordt gesteld en dat de bewindvoering ziet op het beheer van het vermogen in het belang van de rechthebbende(n). Deze mag er in juridische zin niet zelfstandig over beschikken. De bewindvoerder moet aan het begin een boedelbeschrijving van het vermogen opstellen met waardebepaling van de afzonderlijke goederen en moet periodiek rekening en verantwoording afleggen.
Er zijn verschillende vormen:
- Beschermingsbewind (Boek 1 BW)
- Provisionele bewindvoering voor de duur van een gerechtelijke procedure tot het instellen van curatele en bewind door de curator
- Bewindvoering op grond van de wettelijke schuldsanering
- Bewindvoering bij faillissement en surseance van betaling
- Vereffening van een nalatenschap die beneficiair is aanvaard en negatief is.[2]

Deze vormen van bewind kunnen alleen door de rechter worden ingesteld.
Er zijn ook bewindsvormen die door een persoon kunnen worden ingesteld:
- Bewind over goederen van een nalatenschap, het testamentair bewind, in te stellen bij uiterste wilsbeschikking door de erflater, met drie vormen:
  - Beschermingsbewind (Boek 4 BW)
  - Conflictbewind
  - Bewind in een gemeenschappelijk belang, daaronder valt het zogenaamde afwikkelingsbewind

- Bewindvoering op basis van een volmacht, zoals in een levenstestament of het beheer over een gemeenschap van goederen

Een aan bewindvoering gerelateerde rechtsfiguur is die van de erfrechtelijk executeur. Binnen het notariaat spreekt men verwarrenderwijs ook van 'executele'. Bij de executeur wordt echter bij testament een persoon benoemd die bij wet bijzondere bevoegdheden heeft gekregen en er wordt geen juridisch verband over de goederen gelegd. De executeur heeft echter ook als hoofdtaak de goederen van de nalatenschap te beheren, als privatief vertegenwoordiger van de erfgenamen. Een vorm van dwangvertegenwoordiging zonder tussenkomst van de rechter.

### België

#### Beschermingsregeling meerderjarigen
België kent sinds 2014 een beschermingsregeling meerderjarigen, de bedoeling is om de beschermde persoon zoveel mogelijk zelf te laten doen en te laten bepalen. De vrederechter kan beslissen een bewindvoerder aan te stellen; ofwel voor de persoon, ofwel voor goederen ofwel voor beide. Er wordt voorkeur gegeven aan de aanstelling van een persoon uit de directe omgeving van de te beschermen persoon. De beschermde persoon kan, wanneer hij nog wilsbekwaam is, bepaalde voorkeuren geven over wie de bewindvoerder precies moet zijn. Dat kan via de verklaring van voorkeur.
De rechter omschrijft de opdracht van de bewindvoerder, daarbij zal de vrederechter aangeven of het gaat om een bijstandsopdracht of om een opdracht van vertegenwoordiging. De vrederechter moet voor een aantal handelingen ook uitdrukkelijk aangeven of de beschermde persoon er bekwaam of onbekwaam toe is.

#### Testamentaire bewindsclausule
De testamentaire bewindsclausule wordt in de notariële praktijk gebruikt als instrument om bij overlijden na een scheiding de ex-echtgenoot geen controle te laten krijgen over het aan een kind uit dat huwelijk nagelaten vermogen. Hierbij wordt het beheer van de erfgoederen in handen gelegd van een derde tot aan de meerderjarigheid van het kind. Bij meerderjarigheid wordt ook vaak gebruik gemaakt van de clausule om verkwisting en wanbeheer door onervarenheid te vermijden, tot de leeftijd van 27 jaar. In de rechtsleer en rechtspraak rees de vraag of een dergelijke bewindsclausule geldig kon worden toegepast voor beide situaties. Het hof van Beroep van Antwerpen gaf in 2022 op beide vragen een negatief antwoord. Het ouderlijk beheersrecht is wezenlijk onderdeel van het ouderlijk gezag en dient steeds toe te komen aan de ouders, het wordt in strijd geacht met de openbare orde wanneer dit wordt overgeheveld naar een andere persoon.
Een  testamentair meerderjarigenbewind komt neer op een onwettelijke handelingsonbekwaamheid, hetgeen niet is toegestaan omdat enkel de wetgever kan beslissen wanneer een meerderjarige handelingsonbekwaam is om over bepaalde goederen te beschikken. Een bewindsclausule kan dan ook op geen rechtsgeldige wijze het beheer onttrekken van de meerderjarige erfgenaam op de geërfde goederen. De testamentaire last werd voor niet geschreven gehouden.